# Eutropis chapaensis
Espèce
Synonymes
- Tiliqua chapaense Bourret, 1937
- Mabuya chapaensis (Bourret, 1937)

Eutropis chapaensis est une espèce de sauriens de la famille des Scincidae.

## Répartition
Cette espèce est endémique du Viêt Nam.

## Étymologie
Son nom d'espèce, composé de chapa et du suffixe latin -ensis, « qui vit dans, qui habite », lui a été donné en référence au lieu de sa découverte, la ville de Sa Pa.

## Publication originale
- Bourret, 1937 : Notes herpetologiques sur l'Indochine française. XII. Les lezards de la collection du Laboratoire des Sciences Naturelles de l'Universite. Descriptions de cinq especes nouvelles. Bulletin Général de l'Instruction publique de Hanoï, p. 1-22, 23-39.